# عرب‌های آمریکا
عرب‌های آمریکا یا آمریکایی‌های عرب به آن دسته از ساکنین آمریکا گفته می‌شود که دارای‌تبار عرب هستند. بیش از ۸۰٪ این افراد توانسته‌اند که تابعیت آمریکا را دریافت کنند. عرب‌های آمریکایی از همه کشورهای عربی، از عمان در شرقی‌ترین نقطه جهان عرب گرفته تا موریتانی در غرب آن، می‌باشند. ۶۲٪ عرب‌های آمریکایی از بلاد شام (سوریه، لبنان، فلسطین و اردن)، ۱۱٪ از مصر و ۲۷٪ از سایر کشورهای عربی هستند. ایالات کالیفرنیا، میشیگان و نیویورک بزرگترین نقاط تجمع عرب‌ها در آمریکا هستند. ۶۳٪ عرب‌های آمریکایی مسیحی و ۲۴٪ آنان مسلمان هستند. دولت آمریکا و اداره آمار آن کشور عرب‌های آمریکا جزء سفیدپوستان آن کشور به‌شمار می‌آورد.

## جمعیت
اکثریت عرب‌های آمریکایی، حدود ۶۲٪، از منطقه شرق مدیترانه، که شامل سوریه، لبنان، فلسطین، اسرائیل و مصر هستند، اگرچه بخش زیادی از این ۶۲٪ را لبنانی‌ها تشکیل می‌دهند. مابقی عرب‌های آمریکایی از اردن، عراق، لیبی، مراکش و دیگر کشورهای عرب هستند.
بنابه گزارش مؤسسه عرب‌های آمریکایی نزدیک به ۳٫۵ میلیون عرب در آمریکا زندگی می‌کنند. آنان علاوه بر واشینگتن، در هر ۵۰ ایالت دیگر آمریکا زندگی می‌کنند. ۹۴٪ عرب‌های آمریکایی ساکن شهرهای بزرگ هستند. براساس سرشماری سال ۲۰۰۰ میلادی در آمریکا، دیربورن میشیگان در حومه جنوب غربی دیترویت با بیش از ۳۰٪، بیشترین تجمع عرب‌های آمریکایی را داراست. دیترویت بیشترین عرب آمریکایی را به تعداد ۴۰۳۴۴۵ نفر داراست. پس از دیترویت، نیویورک با ۳۷۱۲۳۳ نفر لس آنجلس با ۳۰۸۲۹۵ نفر، شیکاگو با ۱۷۶۲۰۸ نفر و واشینگتن دی سی ۱۶۸۲۰۸ نفر قرار دارند.
| تبار               | ۲۰۰۰      | ٪ جمعیت کل |
| ------------------ | --------- | ---------- |
| لبنانی‌ها           | ۴۴۰٬۲۷۹   | ۰٫۲٪       |
| سوری‌ها             | ۱۴۲٬۸۹۷   | ۰٫۱٪       |
| مصری‌ها             | ۱۴۲٬۸۳۲   | ۰٫۱٪       |
| مراکشی‌ها           | ۳۷٬۴۶۲    | ۰٫۰۳٪      |
| فلسطینی‌ها          | ۷۲٬۱۱۲    | ۰٫۰۲٪      |
| عراقی‌ها            | ۳۷٬۷۱۴    | ۰٫۰۱٪      |
| یمنی‌ها             | ۱۵٬۰۰۰    | ۰٫۰۰۵٪     |
| تونسی‌ها            | ۲۰٬۰۰۰    | ۰٫۰۰۴٪     |
| عرب‌های سایر کشورها | ۴۲۴٬۸۰۷   | ۰٫۲٪       |
| مجموع              | ۱٬۲۷۵٬۶۴۱ | ۰٫۴۲٪      |

### دیربورن
«دیربورن» در شمال آمریکا، ایالت میشیگان. شهرک میچ واقع در یکی از محله‌های این شهر با داشتن یک مسجد جامع و باشکوه، مناره‌های بلند و می‌دانی با نمادهای عربی و رستوران‌هایش، بخشی از این شهر را همانند کشورهای خاورمیانه ساخته‌است. از آنجایی که دیربورن به عنوان زادگاه شرکت «فورد» شناخته شده‌است، می‌توان گفت اینجا، جایی است که میانه‌های شرق و غرب به هم می‌پیوندد.
یک سوم جمعیت شهر صد هزار نفری دیربورن را کسانی تشکیل می‌دهند که ریشه عربی دارند. این مهاجرت‌ها بیشتر به جهت اشتغال در صنعت اتومبیل در این منطقه صورت گرفته‌است. خیابان «وارن» در دیربورن مرکز زندگی عربی در این منطقه‌است. در دهه‌های گذشته، از زمانی که تعدادی از مهاجران عرب شروع به تأسیس رستوران‌های خاورمیانه‌ای، سوپرها و بوتیک‌ها کردند، این منطقه توسعه بیشتری یافته‌است. یکی از برجسته‌ترین و مردمی‌ترین کسب‌وکاری که در این مدت ایجاد شده، صنایع غذایی شتیلا است. در سال ۱۹۷۹، شیرینی‌پزی به سبک عربی در این منطقه باز شده‌است. برخی از فروشگاه‌ها نیز تا حد داشتن شعب در مناطق دیگر رشد کرده‌اند.
آمال شتیلا، مدیر شیرینی‌پزی و خواهر ریاد شتیلا، صاحب آن، در سال ۱۹۸۹ از لبنان همراه با برادرش به امید شروع کسب‌وکاری جدید به این کشور مهاجرت کردند. آمال می‌گوید: «کشور ما در شرایط جنگ بود، ما برای دیدن خانواده به اینجا آمدم تا مدتی را در اینجا باشم که با شروع کار موادغذایی و موفقیت آن در اینجا ماندگار شدیم.» فعالیت اقتصادی آنان همچون بسیاری دیگر در این منطقه رشد کرده‌است. او می‌گوید: «جامعه اینجا نسبت به گذشته بسیار رشد کرده‌است و هر کسی کسب‌وکار خود را دارد.»

## دین

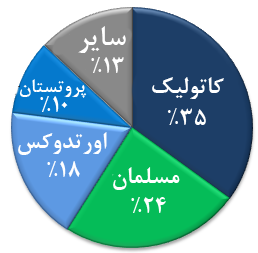
نمایه پراکنش مذهبی میان عرب‌های آمریکایی

علیرغم اینکه اکثر افراد در جهان عرب به دین اسلام ایمان دارند، اکثریت عرب‌های آمریکایی مسیحی هستند.
بنابه گزارش مؤسسه عرب‌های آمریکایی، تفکیک مذهبی در بین عرب‌های آمریکایی به شرح ذیل است.
- ۶۳٪ مسیحی
  - ۳۵٪ کاتولیک
  - ۱۸٪ ارتدکس
  - ۱۰٪ پروتستان
- ۲۴٪ مسلمان
- ۱۳٪ سایر ادیان؛ یهودی، بی‌دین[۸]

## افراد مشهور

### دانش

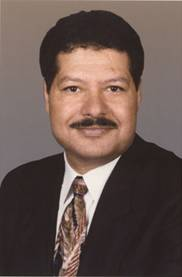
احمد حسن زویل برنده نوبل شیمی

- محمد آدم الشیخ، (سودانی) مدیر اجرایی شورای فقه آمریکای شمالی.[۱۰]
- چارلز الآشی، (لبنانی) مدیر آزمایشگاه پیشرانش جت.
- الیاس زهرونی (الجزائری) مدیر فعلی مؤسسات ملی بهداشت ایالات متحده آمریکا.
- احمد حسن زویل (مصری) برنده جایزه نوبل شیمی در سال ۱۹۹۹ میلادی.
- فاروق الباز (مصری) دانشمند و همکار ناسا در برنامه‌ریزی علمی اکتشاف ماه.
- فواز علبی (سوری) مدیر سابق تحقیقات دانشگاه میشیگان و برنده جایزه مدال ادیسون از سوی انجمن مهندسان برق و الکترونیک در سال ۲۰۰۶ میلادی
- نوال نور (سودانی) (متخصص زنان و زایمان و برنده جایزه برنامه همکاران مک‌آرتور در سال ۲۰۰۳ میلادی[۱۱]

### تجارت

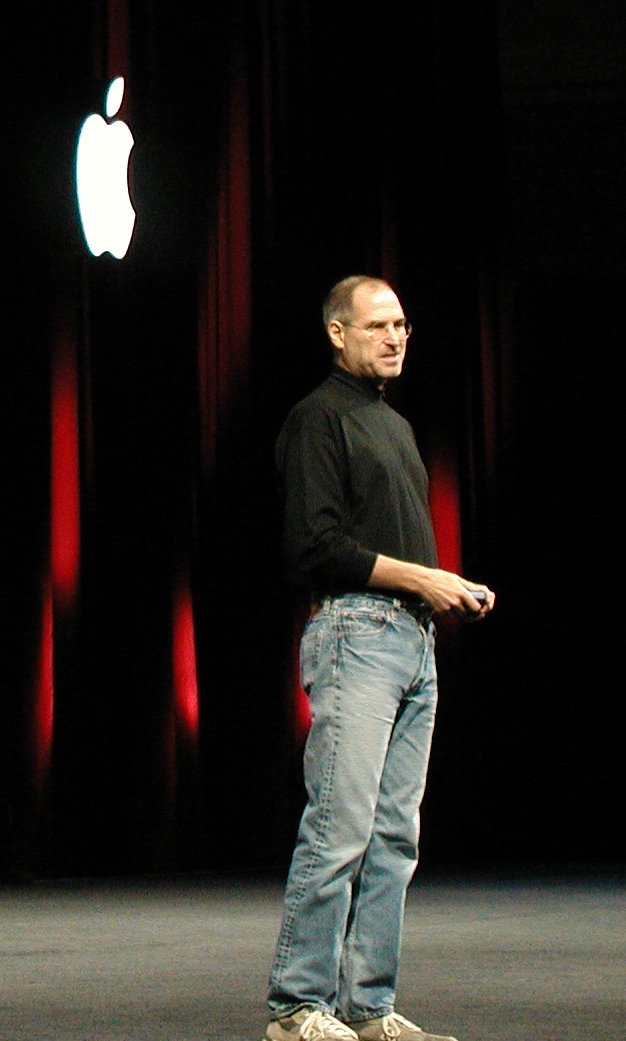
استیو جابز، مؤسس شرکت اپل

- استیو جابز، مؤسس شرکت اپل.[۱۲] (که از پدری عرب و مادری آلمانی-سوییسی متولد شد[۱۳])
- قیصر رضا، (عراقی) تاجر و سهامدار شرکت زنجیره‌ای Big Brother
- جان زغبی، (لبنانی) مؤسس و مدیر شرکت Zogby International
- نجیب حلبی، (سوری) پدر ملکه نور، ملکهٔ پیشین اردن. مدیر اداره هوانوردی فدرال و مدیر عامل خطوط هوایی سراسری آمریکا.
- مانوئل مارون صاحب شرکت CenTra که شرکت مادر (اصلی) و کنترل‌کننده Ambassador Bridge و انبار مرکزی میشیگان است.
- حاکوب ناصر، (لبنانی) مدیر سابق شرکت ماشین‌سازی فورد.
- جان مک، (لبنانی) رئیس هیئت مدیره و مدیر عامل شرکت جهانی ارائه‌کننده خدمات مالی مورگان استنلی
- رای ایرانی، (فلسطینی) رئیس هیئت مدیره و مدیر عامل شرکت نفتی آکسیدنتال پترولیوم

### سیاست‌مدارن و شخصیت‌های سرشناس
- ویکتور عطیه، (سوری) فرماندار سابق اورگان
- ویکتوریا رجیه کندی، (لبنانی) وکیل سناتور تد کندی.
- سلوی روزولت، (لبنانی) مدیر سابق قراردادهای ایالات متحده آمریکا، همسر آرچیبالد روزولت پسر بزرگ رئیس‌جمهور تئودور روزولت.
- میچ دانیلز، سریانی فرماندار سابق ایندیانا.
- اسپنسر آبراهام، (لبنانی) سناتور میشیگان و مدیر انرژی آمریکا در زمان بوش.
- نیک رحال، (لبنانی) عضو کنگره آمریکا از ویرجینیای غربی.
- رالف نادر، (لبنانی) فعال بخش حمایت از مصرف‌کنندگان، سیاستمدار، اولین عرب آمریکایی که کاندید ریاست جمهوری آمریکا شد.
- جان سانونو، (فلسطینی) فرماندار نیوهمپشایر، رئیس کارکنان کاخ سفید در زمان جورج هربرت واکر بوش.
- جورج میشل، (لبنانی) فرستاده ویژه باراک اوباما به خاور میانه، سناتور ایالات متحده از ایالت مین و رهبر اکثریت مجلس سنا
- جان ابی‌زید، (لبنانی), ژنرال بازنشسته ارتش آمریکا و فرمانده سابق نیروهای ارتش آمریکا در افغانستان.
- جورج جولوان، (لبنانی), ژنرال بازنشسته ارتش آمریکا و فرمانده سابق نیروهای ناتو
- زینب صلیبی، (عراقی), مؤسس و مدیر تشکل زنان برای زنان جهان
- رزماری برکات، (سوری), قاضی فدرال ایالات متحده و اولین زن قاضی دیوان عالی کشور و رئیس دادگستری در ایالت فلوریدا
- جیمز زغبی، (لبنانی) مؤسس و مدیر مؤسسه عرب‌های آمریکایی.
- نادیا سلیمان، (از پدری عراقی), "Octomom"

### نویسندگان و اندیشمندان
[[پرونده:|بندانگشتی| ادوارد سعید نظریه‌پرداز ادبی، منتقد فرهنگی و فعال سیاسی فلسطینی - آمریکایی، در حال پرتاب سنگ به سوی سربازان اسرائیلی در مرز جنوبی لبنان]]
- جبران خلیل جبران، (لبنانی) نویسنده، فیلسوف و نقاش.
- ادوارد سعید، (فلسطینی) literary theorist and outspoken Palestinian activist.
- انور مجید، (مراکشی) critic, essayist, رمان‌نویس، and professor.
- هلن توماس، (لبنانی) reporterگزارشگر.
- اسماعیل الفاروقی، (فلسطینی) philosopher and authority on Islam and comparative religion.
- لیلا لالامی، (مراکشی) رمان‌نویس، روزنامه‌نگار، essayist, and professor.
- مونا سیمپسون (رمان‌نویس), (از پدری سوری). (خواهر استیو جابز)
- سویسه غریب، co-anchor of the Nightly Business Report, 100 most influential business journalists.
- هاله غورانی، (سوری) روزنامه‌نگار و مجری برنامه میزگرد در CNN

### ورزش
- Abe Gibran, former Cleveland Brown
- Ahmed Kaddour, (لبنانی) بوکسور حرفه‌ای
- Bill George, بازیکن لیگ حرفه‌ای هاکی رو یخ
- Drew Haddad, of the Indianapolis Colts
- Doug Flutie, (Lebanese father) NFL Player of the بوفالو بیلز and سن دییگو چارجرز.
- خانواده معلوف، بازیکن تیم ساکرامنتو کینگز
- George Maloof, Sr. مهاجم تیم هیوستون در NBA
- Jeff George, کوارتربک چند تیم در لیگ هاکی روی یخ
- Jim Harrick, UCLA’s coach
- Joe Maloof, بازیکن تیم ساکرامنتو کینگز
- Joe Robbie, مؤسس و از اعضای سابق تیم هاکی میامی دلفینر]].
- John Jaha, sports athlete, of the لیگ برتر بیسبال آمریکا Milwaukee Brewers.
- Justin Abdelkader, an American هاکی روی یخ forward playing for the Detroit Red Wings of the لیگ ملی هاکی (NHL).
- Khalid Khannouchi, (Moroccan) marathon world record holder.
- Nader Abdallah, (Palestinian) NFL Player of the بالتیمور ریونز.
- Omar Sheika, (Palestinian) professional boxer, four-time world title challenger.
- Rich Kotite, NFL coach
- Rocco Baldelli, (Syrian) professional baseball Red Sox.
- رنی سی‌کالی، (Lebanese) Former NBA Player, now DJ

### سرگرمی
- ردوان، (مراکشی) تهیه‌کننده، ترانه‌سرا.
- Najee Mondalek, (لبنانی) بازیگر / تهیه‌کننده / نویسنده.
- مصطفی عقاد، (سوری) کارگردان وتهیه‌کننده فیلم.
- مالک جندلی، (سوری) هنرمند ضبط، آهنگساز و پیانیست.
- دی‌جی خالد، (فلسطینی) رپر، تهیه‌کننده موسیقی.
- فرانک زاپا، آهنگساز.
- Mohammed Fairouz, نوازنده / آهنگساز.
- پل آنکا، (لبنانی) خواننده و ترانه‌سرا.
- جیم بکوس، (لبنانی) بازیگر/کمدین
- وینس وگن، (لبنانی) بازیگر.
- دنی نوچی، (از مادر مراکشی) بازیگر.
- Ronnie Khalil, (مصری) استاندآپ کمدین.
- عالیه شوکت، (از پدر عراقی) بازیگر
- Valerie Domínguez Tarud, (لبنانی) ملکه زیبایی سابق کلمبیا.
- شانون الیزابت، (از پدر سوری) بازیگر.
- سمی هیگار، نوازنده راک و خوانند سابق وان هالن.
- تونی شالهوب، (لبنانی) تهیه‌کننده و بازیگر مجموعه تلویزیونی مانک.
- Fredwreck, (فلسطینی) تهیه‌کننده هیپ‌هاپ.
- هدی قطب, (مصری) مجری اخبار شبکه NBC برنامه Today Show.
- جیمی فار, (Lebanese) Hollywood actor especially famous for his role as Klinger (لبنانی) in the TV series "M*A*S*H".
- جورج نادر، (Lebanese) 1950's Hollywood actor.
- دنی توماس، (Lebanese) actor and his daughter مارلو توماس، actress.
- کیسی کیزم، (Lebanese) radio personality and گوینده.
- آنیسا جونز، {Lebanese maternal grandparents} actress امور خانوادگی.
- ویک تایبک، (Syrian), actor.
- مایکل آنسارا، (Syriac), actor.
- Fawaz Gerges, (Lebanese) ABC analyst and regular guest on Oprah's Anti-war series.
- کتی ناجیمی، (Lebanese) actress in many American films that include راهبه بدلی.
- Wafah Dufour, (Saudi Arabian Father) supermodel and singer
- Lorraine Ali, (Iraqi) reporter, editor, culture writer, and music critic for نیوزویک.
- ونتورت میلر، (Part Syrian/Lebanese) actor.
- سنا جمری، (مراکشی) music video and movie director; her films include the خواهری از سفر آرزوها ۲.
- جورج نوری، (لبنانی) مجری رادیو، میزبان برنامه رادیویی ساحل به ساحل با جورج نوری.
- حلا جورانی، (سوری) خبرنگار سی ان ان نیوز
- یوسف ابوطالب، (اردنی) بازیگر Lonelygirl15, تهیه‌کننده فیلم
- ریما فقیه، (لبنانی) ملکه زیبایی آمریکا در سال ۲۰۱۰
- رمی مناصفی، (پدر عراقی/مادر لبنانی) کمدین (معروف به ژئورمی)
- سحر دیکا، (لبنانی) ام‌تی‌وی's The Real World: New Orleans (2010) participant
- شکیرا، (Part Lebanese), خواننده
- سلما حایک، (لبنانی), بازیگر، کارگردان و تهیه‌کننده
- پائولا عبدل، (از پدری یهودی سوری), صداپیشه، رقاص، choreographer, بازیگر و شخصیت تلویزیونی
- وندی مالیک، (مصری), بازیگر و مدل لباس
- شن یزبک، (لبنانی), winner of Donald Trumps 'The Apprentice', NBC (2006)
- یاسمین بلیث، (از مادر الجزائری), بازیگر